# Бењадово
Бењадово (слч. Beňadovo) насељено је мјесто са административним статусом сеоске општине (слч. obec) у округу Наместово, у Жилинском крају, Словачка Република.

## Становништво
| Година:    | 1994. | 2004.    | 2014.    | 2024.    |
| ---------- | ----- | -------- | -------- | -------- |
| Број људи: | 655   | 730      | 810      | 973      |
| Разлика:   |       | +11,45 % | +10,95 % | +20,12 % |

| Година:    | 2023. | 2024.   |
| ---------- | ----- | ------- |
| Број људи: | 963   | 973     |
| Разлика:   |       | +1,03 % |

Према подацима о броју становника из 2023. године насеље је имало 963 становника.